# Айзек Чанса
Айзек Чанса (англ. Isaac Chansa, нар. 23 березня 1984, Кітве-Нкана) — замбійський футболіст, який грав на позиції півзахисника. Відомий за виступами в низці замбійських і закордонних клубів, зокрема «Орландо Пайретс», у складі якого двічі став чемпіоном ПАР, та «Гельсінгборг», а також національну збірну Замбії, у складі якої 5 разів брав участь у розіграші Кубка африканських націй, та став володарем Кубка африканських націй 2012 року.

## Клубна кар'єра
Айзек Чанса народився в місті Кітве-Нкана, та розпочав виступи в дорослому футболі в місцевому клубі «Пауер Дайнамос», в якій грав до 2004 року, взявши участь у 45 матчах чемпіонату. Своєю грою за цю команду привернув увагу представників тренерського штабу південноафриканського клубу «Орландо Пайретс», до складу якого приєднався 2004 року. У складі клубу з Совето грав до 2007 року, та зіграв у його складі 43 матчі чемпіонату.
2007 року Айзек Чанса уклав контракт зі шведським клубом «Гельсінгборг», у складі якого провів наступні 2 роки своєї кар'єри гравця, після чого повернувся до «Орландо Пайретс», у складі якого цього разу грав протягом 2 років, та двічі ставав у складі клубу чемпіоном ПАР.
У 2012 році Чанса став гравцем китайської команди «Хенань Цзяньє», проте не став там гравцем основи, та повернувся на батьківщину до клубу «Занако», в якому грав до 2014 року. Після цього замбійський гравець перейшов до індійського клубу «Шиллонг Лайонг», проте у його складі практично не грав, та перебував у оренді в іншому індійському клубі «Норт-Іст Юнайтед». У 2015 році Чанса нетривалий час перебував у складі індонезійського клубу «Мітра Кукар», та знову став гравцем замбійського клубу «Занако», у складі якого став у 2016 році чемпіоном Замбії. У 2017 році замбійський футболіст спочатку грав у іракському клубі «Заху», а пізніше у південноафриканському «Роял Іглс». У 2018 році Айзек Чанса знову став гравцем замбійського клубу «Занако». У 2019 році футболіст перейшов до іншого замбійського клубу «Форест Ренджерс», і в кінці року завершив виступи на футбольних полях.

## Виступи за збірну
У 2004 році Айзек Чанса дебютував у складі національної збірної Замбії. У складі збірної був учасником Кубка африканських націй 2006 року в Єгипті, Кубка африканських націй 2008 року у Гані, Кубка африканських націй 2010 року в Єгипті, Кубка африканських націй 2012 року у Габоні та Екваторіальній Гвінеї, здобувши того року титул континентального чемпіона, та Кубка африканських націй 2013 року у ПАР. Проте надалі замбійська збірна лише один раз потрапляла до фінального турніру, проте Чанса не запрошувався на фінал континентальної першості. Загалом у складі збірної Айзек Чанса грав до 2016 року, та зіграв у її складі 69 матчів, у яких відзначився 3 забитими м'ячами.

## Титули і досягнення
- Володар Кубка африканських націй (1): 2012

- Чемпіон ПАР (2):

«Орландо Пайретс»: 2010—2011, 2011—2012